# 白馬人

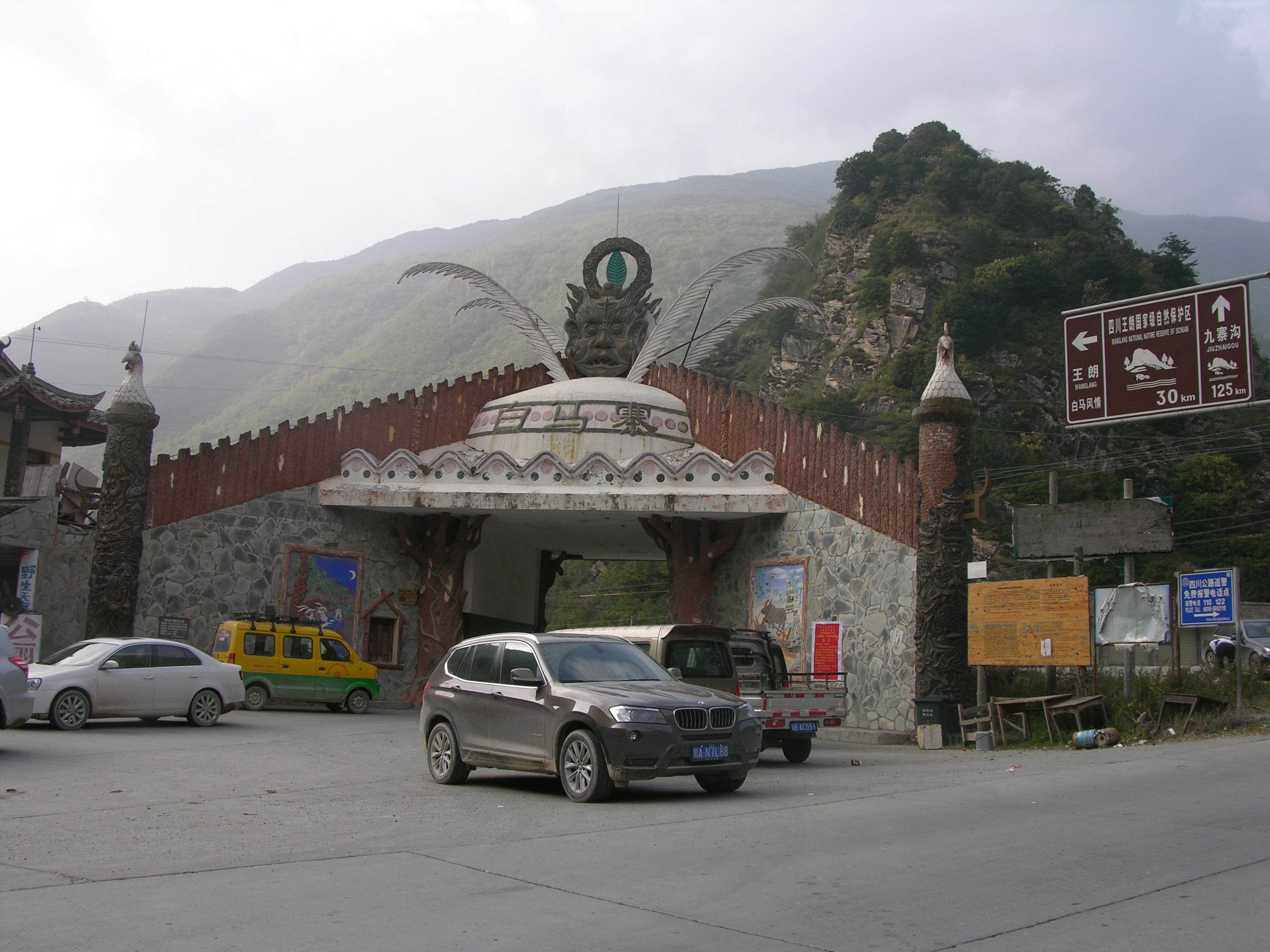
平武县白马寨

白馬人或稱作白馬藏族，是居住在甘肅東南和四川西北特別是文縣、平武的一個中國未識別民族（目前暫列為藏族），但普遍被認為是氐族的直系後裔。白馬人有獨特的語言和文化。白馬語和康巴語、羌語相近，但沒有相應的文字，依靠口口相傳。在宗教儀式裡使用類似象形文字的符號。

## 历史
白馬人的祖先為氐人，在汉代被称为白馬氐。《後漢書·列傳·南蠻西南夷列傳》有如下記載：
「白馬氐者，武帝元鼎六年時，分廣漢西部，合以為武都，土地險阻，有麻田，出名馬、牛、羊、漆、蜜，氐人勇戇抵冒，貪貨死利，居於河池，一名仇池，方百傾，四面斗絕。數為邊寇，郡縣討之，則依固自守，元封三年，氐人反叛，遣兵破之，分徙酒泉郡，昭帝元鳳元年，氐人復叛，遣執金吾馬適建、龍哣侯韓增、大鴻臚田廣明，將三輔、太常徒討破之。」
汉武帝时设立了武都郡以管理白馬氐为主的氐族人。唐初松贊布建立吐蕃後，扩张到今甘肃东南、四川西北一带后，白馬氐逐漸吸收藏族部份生活習慣。白馬人所居住的區域以前稱為湔氐道。一般而言，白馬人都有小名、白馬語名、漢名三套姓名，每家每戶都有漢姓，其中楊姓居多。

## 分布
甘肅東南文县和四川西北平武、九寨溝。

## 文化

### 節日
白馬人保留著遠古的自然崇拜和圖騰崇拜，又受到藏族苯教的影響。每年夏曆正月初一到十五日的跳“曹蓋”（十二相舞）儀式，是白馬人最重要的宗教活動。白馬人在一定程度上受到佛教、道教的影響，但沒有寺廟和僧人。

### 命名習俗
白马人一般拥有三套姓名，第一套是姓和名不分，多是出于迷信的贱名，如“狗娃子”、“猪娃子”，或是根据孩子的胖瘦等身体特点取名，類似漢族的小名；第二套為白馬語名；第三套姓名則是漢姓，如三國時期魏略所载（魏略·西戎传载：氐人“各自有姓，姓如中国之姓矣”），即杨、班、田、曹、余、王等，尤以杨姓居多。這套命名習俗從東漢、三國時期傳至今日。

### 女性服飾
白马人的妇女身穿以黑、蓝为基调的长衫，领、肩、袖及后裙均由各色花布搭配拼接，并绣有花草鱼虫等图案，色彩艳丽，做工精细。无论年龄大小、结婚与否，她们的头饰都十分复杂。成年妇女头缠长达3.2丈或1.8丈的黑色丝帕，丝帕紧裹着十几条长辫，编在黑色的毛线里，再串上五至八块鱼骨牌和红、蓝、白、黄等各色的玉石小珠，绾在头上吊至右耳旁，既端庄古朴，又美丽大方；老年妇女则要在腰上扎缠一丈多长的红色的自织羊毛练子带，年轻姑娘有的腰扎丝绸彩带，有的还要围匝缀有数枚古铜钱的牛皮腰带，据说具有“腰缠万贯”的象征和寓意。

### 沙尕帽
白马人不论男女老少，一年四季头上都戴着白色的毡帽，這種毡帽當地人稱為沙尕。帽为圆顶，镶有荷叶边盘，帽上插有一支或数支白色的雄鸡尾羽。

## 延伸阅读
[在维基数据编辑]
 《史記/卷116》，出自司馬遷《史記》